# PTEN
A fosfatase homóloga à tensina (PTEN) é uma proteína que, em seres humanos, é codificada pelo gene PTEN. O PTEN atua como gene supressor de tumores e as suas mutações estão envolvidas na formação de diversos cancros.